# Амангельды (Акмолинская область)
Амангельды́ (каз. Амангелді) — село в Аккольском районе Акмолинской области Казахстана. Входит в состав Урюпинского сельского округа. Код КАТО — 113255200.

## География
Село расположено на берегу реки Талкара, в западной части района, на расстоянии примерно 28 километров (по прямой) к западу от административного центра района — города Акколь, в 9 километрах к северо-востоку от административного центра сельского округа — села Урюпинка.
Абсолютная высота — 327 метров над уровнем моря.
Ближайшие населённые пункты: аул Талкара — на северо-востоке, село Урюпинка — на юго-западе.
Восточнее села (через реку) проходит автодорога областного значения — КС-8 «Новый Колутон — Акколь — Азат — Минское».

## Население
В 1989 году население села составляло 410 человек (из них казахи — 72 %).
В 1999 году население села составляло 310 человек (153 мужчины и 157 женщин). По данным переписи 2009 года, в селе проживало 299 человек (151 мужчина и 148 женщин).
| Численность населения | Численность населения | Численность населения |
| 1989                  | 1999                  | 2009                  |
| --------------------- | --------------------- | --------------------- |
| 410                   | ↘310                  | ↘299                  |

## Улицы[5]
- ул. им. Жайыка Бектурова
- ул. им. Сакена Сейфуллина
- ул. им. Ыбырая Алтынсарина